# Gregg Brockway
Gregory E. Brockway detto Gregg (Istanbul, 1966) è un ex sciatore alpino statunitense.

## Biografia
Specialista delle prove veloci originario di Los Altos e figlio di Beverly Anderson, a sua volta sciatrice alpina, Brockway debuttò in campo internazionale in occasione dei Mondiali juniores di Sugarloaf 1984, dove si classificò 7º nella discesa libera e 21º nello slalom gigante; fece parte della nazionale statunitense dal 1984 al 1988 e nella stagione 1985-1986 in Nor-Am Cup vinse la classifica di supergigante. In seguito gareggiò nel circuito universitario nordamericano (NCAA); non prese parte a rassegne olimpiche né ottenne piazzamenti in Coppa del Mondo o ai Campionati mondiali.

## Palmarès

### Nor-Am Cup
- Vincitore della classifica di supergigante nel 1986[senza fonte]